# Dendrocnide mirabilis
Dendrocnide mirabilis är en nässelväxtart som först beskrevs av Rechinger, och fick sitt nu gällande namn av Chew. Dendrocnide mirabilis ingår i släktet Dendrocnide och familjen nässelväxter. Inga underarter finns listade i Catalogue of Life.